# Harrow on the Hill
Harrow on the Hill es un barrio de Londres (Inglaterra) Reino Unido, y parte del municipio de Harrow del Gran Londres (Inglaterra) Reino Unido. Se ubica al sur de este distrito. El nombre se refiere a la colina presente en la ciudad. En el distrito se encuentra la Harrow School.

## Etimología
La primera vez que se utilizó el nombre fue en 1398 como Harrowe atte Hille. Antes de ese momento, la etimología derivaba de Harrow, el cual fue mencionado por primera vez en 767 bajo el nombre de Gumeninga hergae. Uno de sus posibles significados es templo de una tribu llamada Gumeninga. Históricamente, la colina ha sido utilizada como un lugar de cultos paganos. También tiene un significado alternativo, la iglesia sobre la colina.

## Historia
Harrow on the Hill formó una antigua parroquia y luego una parroquia civil en Middlesex. En 1831 tenía una población de 3.861 personas y ocupaba un área de 9870 hectáreas. Hubo cambios de límites significativos en 1894, cuando la mayor parte de la parroquia fue removida para crear las iglesias de Harrow Weald, Wealdstone y Wembley. Para 1931 ocupaba un área reducida de 2.129 hectáreas y tenía una población de 26.380 personas. Comenzó a formar parte del Distrito Urbano de Middlesex en 1894, lo cual fue abolido en 1934, con la mayor parte del área conformando una parroquia civil y el distrito urbano de Harrow. En 1954 el distrito urbano fue incorporado como el Municipio de Harrow y en 1965 fue transferido a Londres, para formar el Municipio de Harrow de Londres.
Harrow on the Hill tiene una piedra memorial al primer accidente automovilístico producido en el Reino Unido donde el conductor falleció. Un Daimler conducido por Edwin Sewell, un ingeniero, y con un comandante como pasajero, chocó contra un muro el 25 de febrero de 1899. El conductor falleció inmediatamente; el comandante falleció en el hospital. Setenta años después la piedra fue descubierta, sin los nombres de las víctimas, en el lugar del accidente por el alcalde de Harrow.

## Demografía
La población de Harrow on the Hill era de 9.578 personas en 1991 y de 10.632 en 2001. Ocupa un área de 357 hectáreas y en 2001 tuvo una densidad de población de 29,74 personas por hectárea. En 2001, había 4.539 hogares en el distrito. La colina abarca también Roxeth, Sudbury Hill y parte de West Harrow.

## Religión
Harrow on the Hill es también la sede de una parroquia eclesiástica. La iglesia, ubicada en lo alto de la colina, es la Catedral de St Mary, Harrow on the Hill, fundada por San Anselmo en 1094.
En el área se encuentran, además, cuatro escuelas católicas y tres de la Iglesia de Inglaterra.

## Universidad
Harrow on the Hill cuenta con un campus universitario que pertenece a la Universidad de Westminster conocido como Harrow Hall, donde además se realizan campamentos veraniegos.